# Micrurus tener
Espèce
Synonymes
- Elaps tenere Baird & Girard, 1853
- Elaps fitzingeri Jan, 1858
- Micrurus fitzingeri microgalbineus Brown & Smith, 1942
- Micrurus fulvius maculatus Roze, 1967

Statut de conservation UICN

 LC  : Préoccupation mineure
Micrurus tener est une espèce de serpents de la famille des Elapidae appartenant au genre du serpent corail et connue sous le nom de serpent corail du Texas.

## Répartition
Cette espèce se rencontre :
- au Mexique au Guanajuato, au Querétaro, dans l'État de Mexico, au Morelos, en Hidalgo, dans l'État de Puebla, au San Luis Potosí, au Veracruz, au Coahuila, au Nuevo León et au Tamaulipas ;
- aux États-Unis au Texas, en Floride, en Louisiane et en Arkansas.

## Description
C'est un serpent venimeux.

## Liste des sous-espèces
Selon The Reptile Database (18 février 2014) :
- Micrurus tener fitzingeri (Jan, 1858)
- Micrurus tener maculatus Roze, 1967
- Micrurus tener microgalbineus Brown & Smith, 1942
- Micrurus tener tener (Baird & Girard, 1853)

## Publications originales
- Baird & Girard, 1853 : Catalogue of North American Reptiles in the Museum of the Smithsonian Institution. Part 1.-Serpents. Smithsonian Institution, Washington, p. 1-172 (texte intégral).
- Brown & Smith, 1942 : A new subspecies of Mexican coral snake.  Proceedings of the Biological Society of Washington, vol. 55, p. 63-66 (texte intégral).
- Jan, 1858 : Plan d'une iconographie descriptive des ophidiens et description sommaire de nouvelles espèces de serpents. Revue et Magasin de Zoologie Pure et Appliquée, Paris, sér. 2, vol. 10, p. 438-449 & 514-527 (texte intégral).
- Roze, 1967 : A check list of the New World venomous coral snakes (Elapidae), with descriptions of new forms. American Museum Novitates, no 2287, p. 1-60 (texte intégral).